# 坎波福尔米多
坎波福尔米多（義大利語：Campoformido），是意大利弗留利-威尼斯朱利亚大区乌迪内省的一个市镇。总面积21.98平方公里，人口7676人，人口密度349.2人/平方公里（2009年）。ISTAT代码为030016。